# Mario Dajsinani
Mario Dajsinani (Durazzo, 23 dicembre 1998) è un calciatore albanese, portiere dell'Egnatia.

## Biografia
Anche suo cugino Tedi è un calciatore, che gioca nell'Oleksandrija.

## Carriera

### Club
Il 1º luglio 2021 viene acquistato a titolo definitivo dalla squadra albanese del Laçi.

### Nazionale
Il 9 novembre 2022 ha debuttato con la nazionale maggiore albanese, giocando il primo tempo della partita amichevole contro il Qatar, persa per 1-0.

## Statistiche

### Presenze e reti nei club
Statistiche aggiornate al 14 agosto 2025.
| Stagione                | Squadra                 | Campionato              | Campionato | Campionato | Coppe nazionali | Coppe nazionali | Coppe nazionali | Coppe continentali | Coppe continentali | Coppe continentali | Altre coppe | Altre coppe | Altre coppe | Totale | Totale |
| Stagione                | Squadra                 | Comp                    | Pres       | Reti       | Comp            | Pres            | Reti            | Comp               | Pres               | Reti               | Comp        | Pres        | Reti        | Pres   | Reti   |
| ----------------------- | ----------------------- | ----------------------- | ---------- | ---------- | --------------- | --------------- | --------------- | ------------------ | ------------------ | ------------------ | ----------- | ----------- | ----------- | ------ | ------ |
| 2014-2015               | Besa Kavajë             | KP                      | 17         | -24        | CA              | 1               | -2              | -                  | -                  | -                  | -           | -           | -           | 18     | -26    |
| 2015-gen. 2016          | Besa Kavajë             | KP                      | 13         | -16        | CA              | 0               | 0               | -                  | -                  | -                  | -           | -           | -           | 13     | -16    |
| Totale Besa Kavajë      | Totale Besa Kavajë      | Totale Besa Kavajë      | 30         | -40        |                 | 1               | -2              |                    | -                  | -                  |             | -           | -           | 31     | -42    |
| gen.-giu. 2016          | Partizani Tirana        | KS                      | 0          | 0          | CA              | 0               | 0               | UEL                | 0                  | 0                  | -           | -           | -           | 0      | 0      |
| 2016-2017               | Partizani Tirana        | KS                      | 0          | 0          | CA              | 1               | 0               | UCL+UEL            | 0                  | 0                  | -           | -           | -           | 1      | 0      |
| Totale Partizani Tirana | Totale Partizani Tirana | Totale Partizani Tirana | 0          | 0          |                 | 1               | 0               |                    | 0                  | 0                  |             | -           | -           | 1      | 0      |
| 2017-gen. 2018          | Erzeni                  | KP                      | 11         | -11        | CA              | 1               | 0               | -                  | -                  | -                  | -           | -           | -           | 12     | -11    |
| gen.-giu. 2018          | Skënderbeu              | KS                      | 1          | -2         | CA              | 0               | 0               | UEL                | 0                  | 0                  | -           | -           | -           | 1      | -2     |
| 2018-2019               | Skënderbeu              | KS                      | 11         | -12        | CA              | 5               | -5              | -                  | -                  | -                  | SA          | 0           | 0           | 16     | -17    |
| 2019-2020               | Skënderbeu              | KS                      | 1          | 0          | CA              | 6               | -5              | -                  | -                  | -                  | -           | -           | -           | 7      | -5     |
| 2020-2021               | Skënderbeu              | KS                      | 30         | -52        | CA              | 2               | 0               | -                  | -                  | -                  | -           | -           | -           | 32     | -52    |
| Totale Skënderbeu       | Totale Skënderbeu       | Totale Skënderbeu       | 43         | -66        |                 | 13              | -10             |                    | 0                  | 0                  |             | 0           | 0           | 56     | -76    |
| 2021-2022               | Laçi                    | KS                      | 33         | -25        | CA              | 6               | -5              | UECL               | 0                  | 0                  | -           | -           | -           | 39     | -30    |
| 2022-2023               | Laçi                    | KS                      | 20         | -23        | CA              | 2               | -1              | UECL               | 4                  | -4                 | -           | -           | -           | 26     | -28    |
| 2023-2024               | Laçi                    | KS                      | 36+1       | -31 + -1   | CA              | 3               | -4              | -                  | -                  | -                  | -           | -           | -           | 40     | -36    |
| 2024-gen. 2025          | Laçi                    | KS                      | 19         | -17        | CA              | 0               | 0               | -                  | -                  | -                  | -           | -           | -           | 19     | -17    |
| Totale Laçi             | Totale Laçi             | Totale Laçi             | 108+1      | -96 + -1   |                 | 11              | -10             |                    | 4                  | -4                 |             | -           | -           | 124    | -111   |
| gen.-giu. 2025          | Egnatia                 | KS                      | 16+2       | -13 + 0    | CA              | 6               | -6              | UCL+UECL           | -                  | -                  | SA          | -           | -           | 24     | -19    |
| 2025-2026               | Egnatia                 | KS                      | 0          | 0          | CA              | 0               | 0               | UCL+UECL           | 2+4                | -5 + -4            | SA          | 0           | 0           | 6      | -9     |
| Totale Egnatia          | Totale Egnatia          | Totale Egnatia          | 16+2       | -13 + 0    |                 | 6               | -6              |                    | 6                  | -9                 |             | 0           | 0           | 30     | -28    |
| Totale carriera         | Totale carriera         | Totale carriera         | 208+3      | -226 + -1  |                 | 33              | -28             |                    | 10                 | -13                |             | 0           | 0           | 254    | -268   |

### Cronologia presenze e reti in nazionale
| Cronologia completa delle presenze e delle reti in nazionale ― Albania | Cronologia completa delle presenze e delle reti in nazionale ― Albania | Cronologia completa delle presenze e delle reti in nazionale ― Albania | Cronologia completa delle presenze e delle reti in nazionale ― Albania | Cronologia completa delle presenze e delle reti in nazionale ― Albania | Cronologia completa delle presenze e delle reti in nazionale ― Albania | Cronologia completa delle presenze e delle reti in nazionale ― Albania | Cronologia completa delle presenze e delle reti in nazionale ― Albania |
| Data                                                                   | Città                                                                  | In casa                                                                | Risultato                                                              | Ospiti                                                                 | Competizione                                                           | Reti                                                                   | Note                                                                   |
| ---------------------------------------------------------------------- | ---------------------------------------------------------------------- | ---------------------------------------------------------------------- | ---------------------------------------------------------------------- | ---------------------------------------------------------------------- | ---------------------------------------------------------------------- | ---------------------------------------------------------------------- | ---------------------------------------------------------------------- |
| 9-11-2022                                                              | Marbella                                                               | Qatar                                                                  | 1 – 0                                                                  | Albania                                                                | Amichevole                                                             | -1                                                                     | 46’                                                                    |
| Totale                                                                 |                                                                        | Presenze                                                               | 1                                                                      |                                                                        | Reti                                                                   | -1                                                                     |                                                                        |